# Vojakkala
Vojakkala är en by i Nedertorneå socken i Haparanda kommun. Byn är belägen ca 1 mil norr om Haparanda uppströms Torne älv och söder om Kukkola. Den är delad i två delar, Övre och Nedre Vojakkala och har motsvarande systerbyar på finska sidan av älven – Yli- och Ala-Vojakkala. Byns hållplats på gamla Haparandabanan hette Bäverbäck station. Bebyggelsen blev från 1990 till 2020 av SCB klassad som småort. Vid avgränsningen innebar dock avstånden mellan bostadshus att kraven för småort inte längre uppfylldes och den avregistrerades.
Under 2017 lade Skanova ner det kopparbaserade telenätet på orten.

## Befolkningsutveckling
| Befolkningsutvecklingen i Vojakkala 1990–2015 | Befolkningsutvecklingen i Vojakkala 1990–2015 | Befolkningsutvecklingen i Vojakkala 1990–2015 | Befolkningsutvecklingen i Vojakkala 1990–2015 | Befolkningsutvecklingen i Vojakkala 1990–2015 |
| --------------------------------------------- | --------------------------------------------- | --------------------------------------------- | --------------------------------------------- | --------------------------------------------- |
|                                               |                                               |                                               |                                               |                                               |
| År                                            |                                               |                                               | Folkmängd                                     | Areal (ha)                                    |
| 1990                                          | 1990                                          |                                               | 67                                            | 11#                                           |
| 1995                                          | 1995                                          |                                               | 68                                            | 15#                                           |
| 2000                                          | 2000                                          |                                               | 65                                            | 15#                                           |
| 2005                                          | 2005                                          |                                               | 60                                            | 15#                                           |
| 2010                                          | 2010                                          |                                               | 62                                            | 16#                                           |
| 2015                                          | 2015                                          |                                               | 66                                            | 23#                                           |
| Anm.: # Som småort.                           |                                               |                                               |                                               |                                               |

## Personer från Vojakkala
- Hjördis Piuva Andersson